# .pf
.pf ist die länderspezifische Top-Level-Domain (ccTLD) von Französisch-Polynesien. Sie existiert seit dem 19. März 1996 und wird vom Ministerium für Post und Telekommunikation verwaltet. Formaljuristisch untersteht sie dem Gouverneur des Pazifikstaates.
Für den eigentlichen Betriebsablauf der Top-Level-Domain zeichnet die AFNIC verantwortlich, die auch .fr verwaltet. Registrierungen von Adressen finden ausschließlich auf zweiter Ebene statt. Zunächst hatten nur Bürger des Landes und Unternehmen mit Sitz in Französisch-Polynesiens das Recht, eine .pf-Adresse zu registrieren. Im Zuge der Einführung neuer generischer Top-Level-Domains wurden die Vergabekriterien aber abermals liberalisiert, sodass seit Mai 2005 nun auch Ausländer eine .pf-Domain bestellen können.